# Mullae (métro de Séoul)
Mullae (en coréen : 문래역) est une station de passage de la ligne 2 du métro de Séoul. Elle est située à Mullae-dong 3-ga, dans l'arrondissement Yeongdeungpo-gu, à Séoul en Corée du Sud.
Ouverte en 1984, la station est desservie par les rames omnibus de la ligne 2.

## Situation sur le réseau

Plan du réseau (2023)

La station souterraine de passage Mullae est située à l'ouest de la ligne centrale circulaire de la ligne 2 du métro de Séoul. Elle est située entre la station Mairie d'Yeongdeungpo-gu, circulation dans le sens des aiguilles d'une montre, et la station Sindorim, circulation dans le sens inverse des aiguilles d'une montre.

## Histoire
La station de passage Mullae est mise en service le 22 mai 1984, lors de l'ouverture à l'exploitation de la section de Université nationale de Séoul à Euljiro 1(il)-ga qui marque l'achèvement de la ligne circulaire de la ligne 2 du métro de Séoul.

## Services aux voyageurs

### Accès et accueil
Établie au Mullae-dong 3-ga, la station dispose de six accès, numérotés de 1 à 6. Des escaliers, escaliers mécaniques et ascenseurs permettent les circulations piétonnes entre les différents niveaux. Elle est notamment équipée d'automates pour l'achat de titres de transport. Les quais de la station sont équipés de portes palières.

### Desserte
Mullae est desservie par les rames omnibus qui circulent sur la section circulaire de ligne 2.

Installations
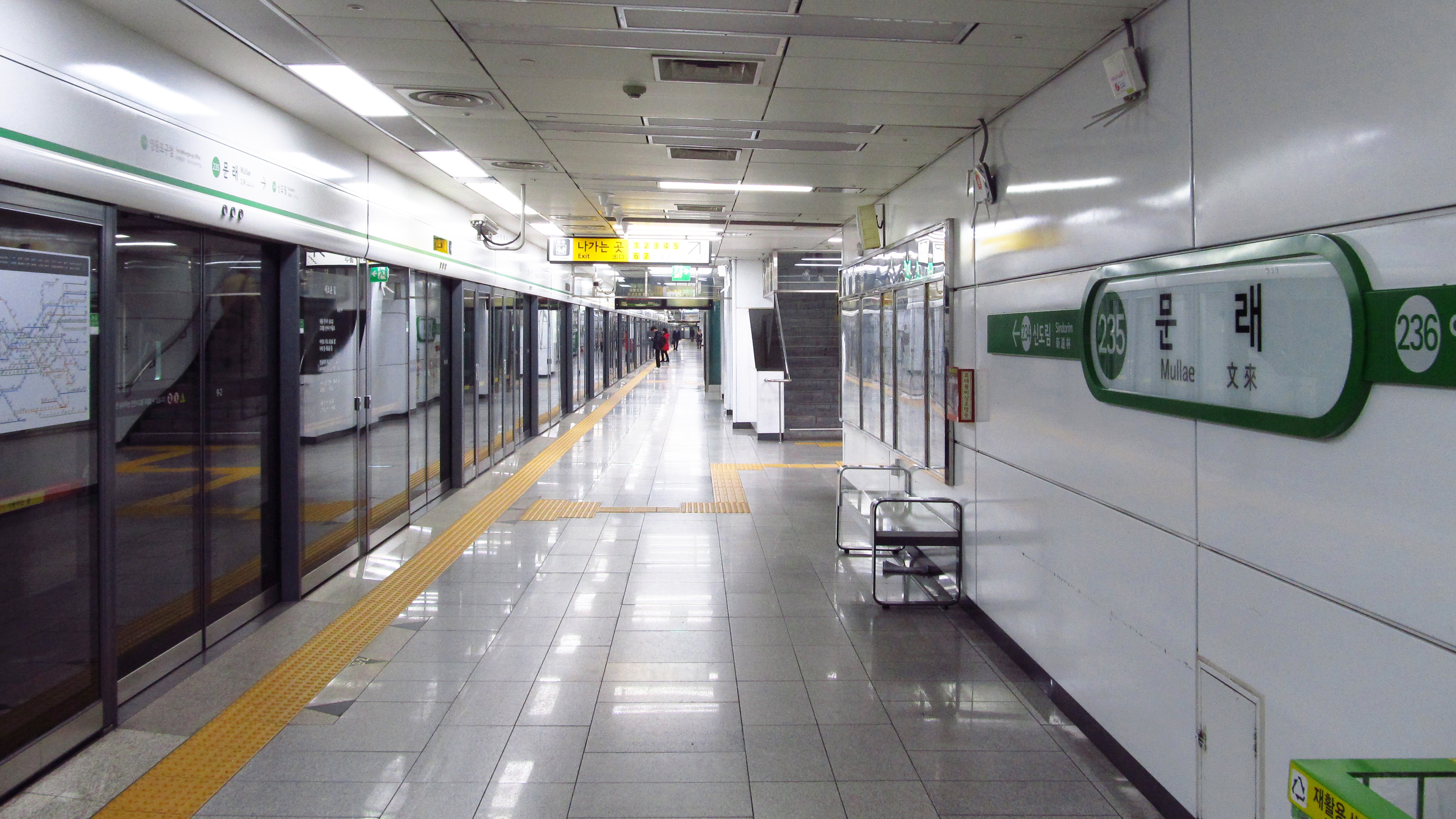
En 2018.
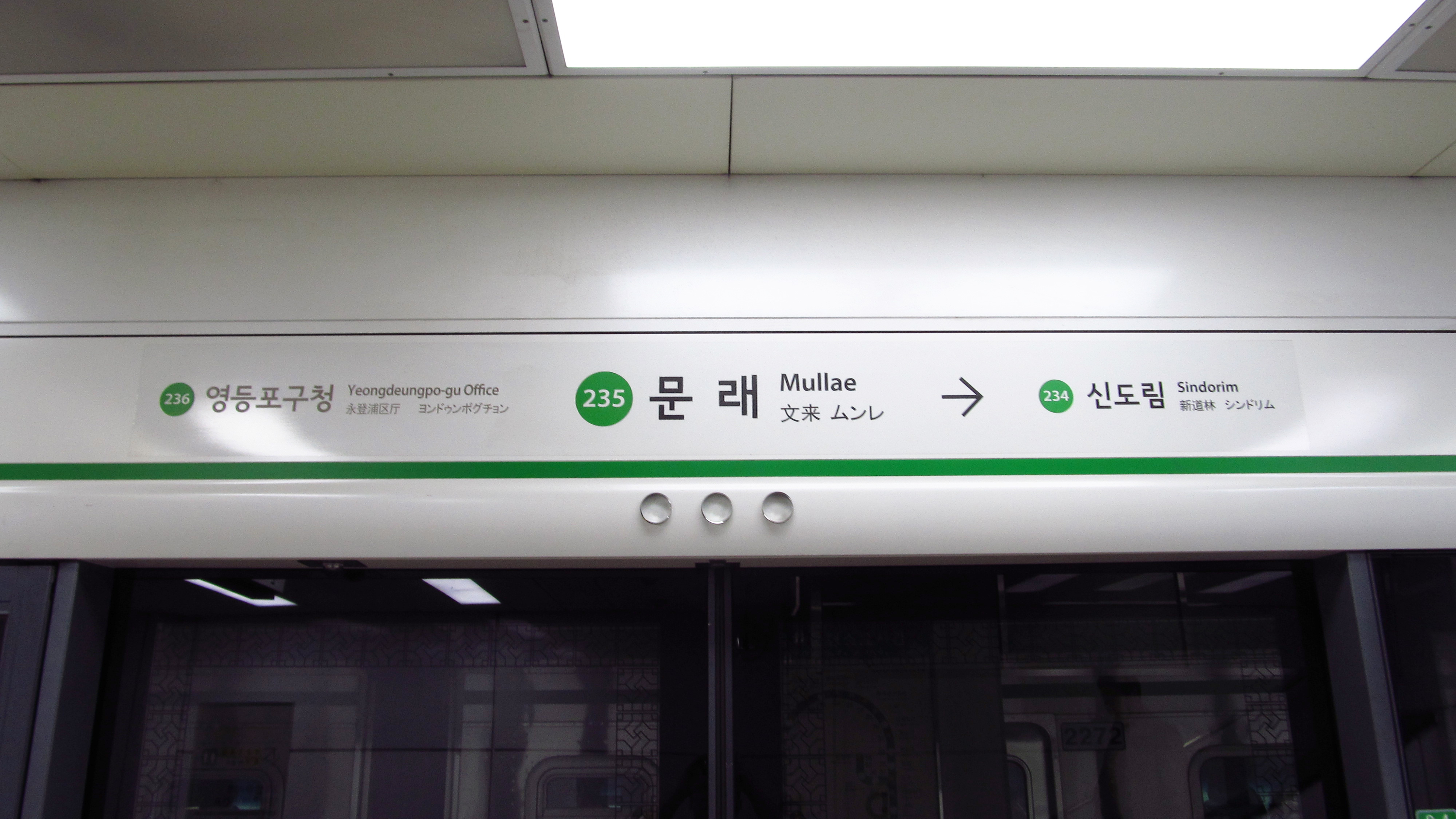
En 2018.
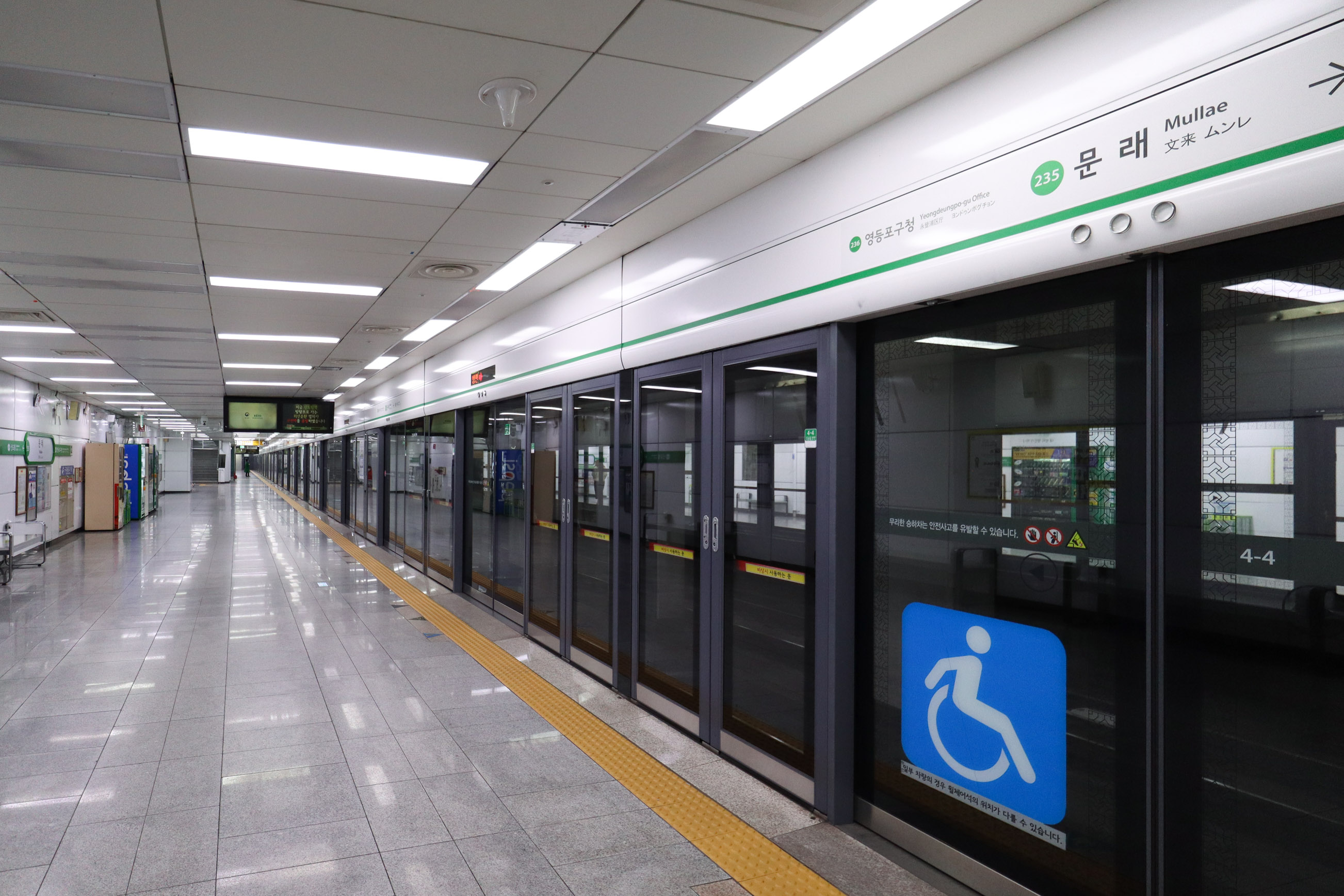
En 2020.

### Intermodalité
Des arrêts de bus urbains sont situés à proximité de certains accès.

## À proximité
Elle dessert notamment des établissements scolaires.